# Einfeldia atitlanensis
Einfeldia atitlanensis är en tvåvingeart som beskrevs av James E. Sublette och Sasa 1994. Einfeldia atitlanensis ingår i släktet Einfeldia och familjen fjädermyggor.
Artens utbredningsområde är Guatemala. Inga underarter finns listade i Catalogue of Life.